# Xã Cherryhill, Quận Indiana, Pennsylvania
Xã Cherryhill (tiếng Anh: Cherryhill Township) là một xã thuộc quận Indiana, tiểu bang Pennsylvania, Hoa Kỳ. Năm 2010, dân số của xã này là 2.765 người.